# Patía
Patía là một khu tự quản thuộc tỉnh Cauca, Colombia. Thủ phủ của khu tự quản Patía đóng tại El Bordo Khu tự quản Patía có diện tích 1330 ki lô mét vuông. Đến thời điểm ngày 28 tháng 5 năm 2005, khu tự quản Patía có dân số 25535 người.